# Riacho Carnaúba
Riacho Carnaúba är ett periodiskt vattendrag i Brasilien.   Det ligger i delstaten Paraíba, i den östra delen av landet, 1 500 km nordost om huvudstaden Brasília.
Omgivningarna runt Riacho Carnaúba är huvudsakligen savann. Runt Riacho Carnaúba är det glesbefolkat, med 19 invånare per kvadratkilometer.